# لاریسا (قمر)
لاریسا (‎/ləˈrɪsə/‎ lə-RISS-ə; Greek: Λάρισα) (به انگلیسی: Larissa) نام یکی از قمرهای سیاره نپتون می‌باشد که ۱۹۲ کیلومتر قطر دارد و در فاصله ۷۳۵۰۰ کیلومتری سیاره نپتون به دور آن می‌چرخد.
این قمر در سال ۱۹۸۹ به صورت تصادفی توسط کاوشگر فضایی ویجر ۲ کشف شده است.